# Еціо Боссо
Еціо Боссо (італ. Ezio Bosso, 13 вересня 1971, Турин, — 15 травня 2020, Болонья) — італійський композитор, класичний музикант і диригент.
До чотирьох років навчився читати й грати музику, а у 14 став басистом для гурту Statuto. Пізніше Боссо покинув попмузику, щоб стати оркестровим диригентом і класичним композитором. Він був диригентом таких видатних оркестрів як Лондонський симфонічний оркестр.
30 жовтня 2015 року вийшов його перший великий студійний альбом, The 12th Room, який вийшов на третє місце в італійському чарті FIMI- альбомів.
Боссо отримав кілька нагород за свої композиції, включаючи австралійську премію Green Room Award, премію в Сіракузах і дві нагороди Давида ді Донателло . Його композиції з'явилися в різних фільмах, перфомансах і театральних постановках .
Він помер 15 травня 2020 року.